# Pietracorbara
Pietracorbara (korsisch A Petra Curbara oder Petracurbara) ist eine Gemeinde im französischen Département Haute-Corse auf der Mittelmeerinsel Korsika. Sie gehört zum Kanton Cap Corse im Arrondissement Bastia. Die Bewohner nennen sich Pietracorbarais oder Curbaresi.

## Geografie
Pietracorbara befindet sich auf dem Cap Corse und grenzt im Osten an das Tyrrhenische Meer. Die Nachbargemeinden sind  Cagnano im Norden, Sisco im Süden, Ogliastro im Südwesten, Canari und Barrettali im Westen sowie Luri im Nordwesten.
Der Monte Alticcione ist ein 1139 m hoher Berg im Norden der Gemeindegemarkung. Das Siedlungsgebiet liegt durchschnittlich auf 350 Metern über dem Meeresspiegel und besteht aus dem Hauptort Marine de Pietracorbara sowie den Weilern Plaine de Pietracorbara, Capanajo, Ponticellu, Orneto, Oreta, Pino, Selmacce, Pietronacce, Cortina und Lapedina.

## Bevölkerungsentwicklung
| Jahr      | 1962 | 1968 | 1975 | 1982 | 1990 | 1999 | 2006 | 2014 |
| --------- | ---- | ---- | ---- | ---- | ---- | ---- | ---- | ---- |
| Einwohner | 242  | 270  | 234  | 229  | 363  | 433  | 526  | 641  |

## Sehenswürdigkeiten
- Kapelle San Leonardo
- Kapelle Santa Catarina
- Kirche Saint-Césaire (korsisch: San Cesareu) aus dem 18. Jahrhundert
- Kirche Saint-Roch (korsisch: San Roccu) aus dem 18. Jahrhundert
- Kirche San Clemente aus dem 15. Jahrhundert, erneuert im 18. Jahrhundert, ein Monument historique
- Kapelle der Bruderschaft des Heiligen Kreuzes (Chapelle de confrérie Santa Croce), Monument historique, bis 1978 der Ort des Gemeindefestes
- Wohnturm „Tour d'Orneto“
- Genueserturm „Tour de Castellare“
- Kapelle Saint-Antoine (Sant' Antone) im Westen von Marine de Pietracorbara
- Kapelle Saint-Léonard (San Leonardo)
- Kapelle Saint-Catherine (San Catarina)
- Kapelle Saint-Antoine in Oreta
- Kapelle San Guglielmo (Saint Guillaume), eine Ruine in Lapedina
- Kapelle Saint-Pancrace in Lapedina

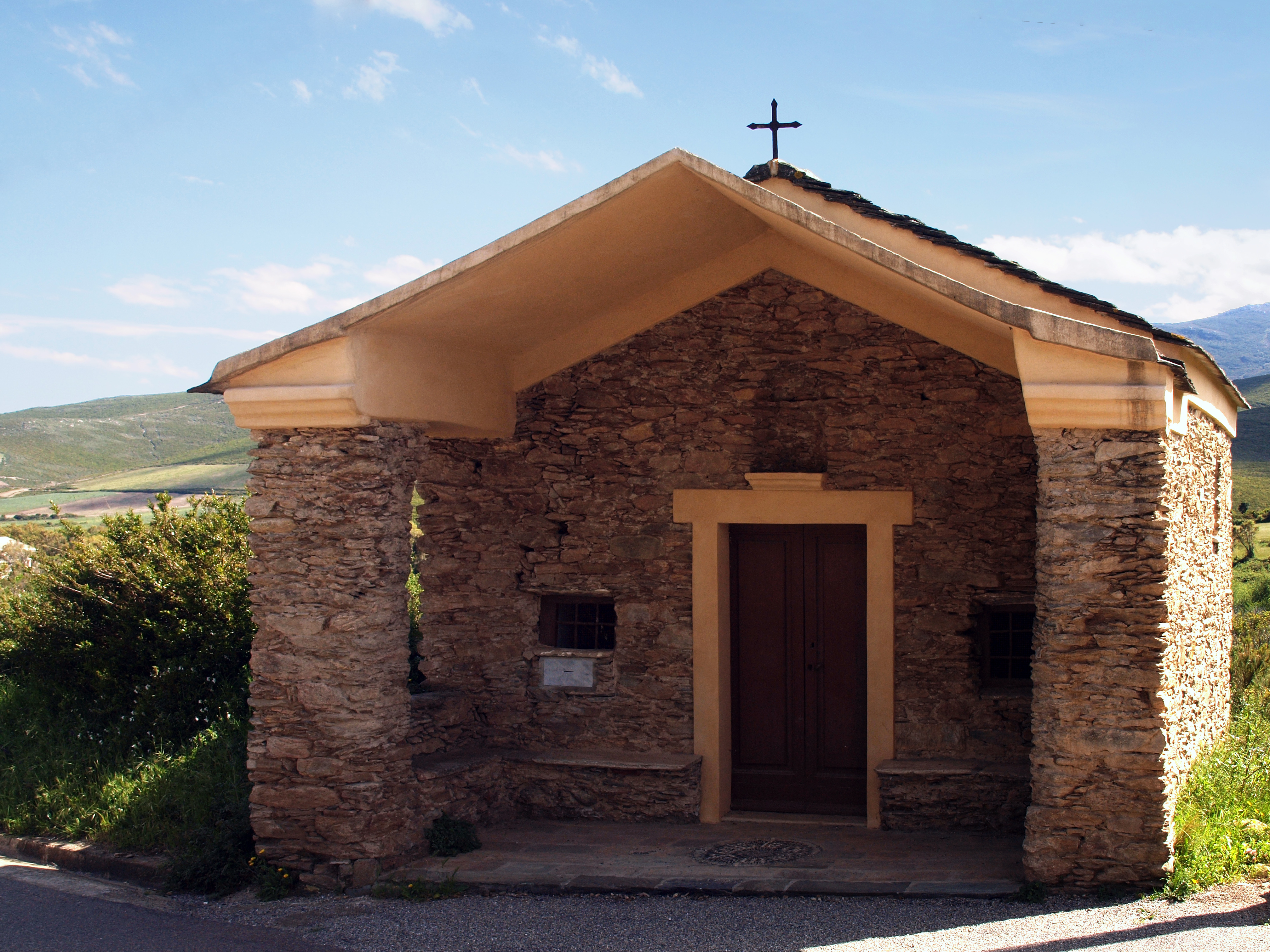
Kapelle San Leonardo
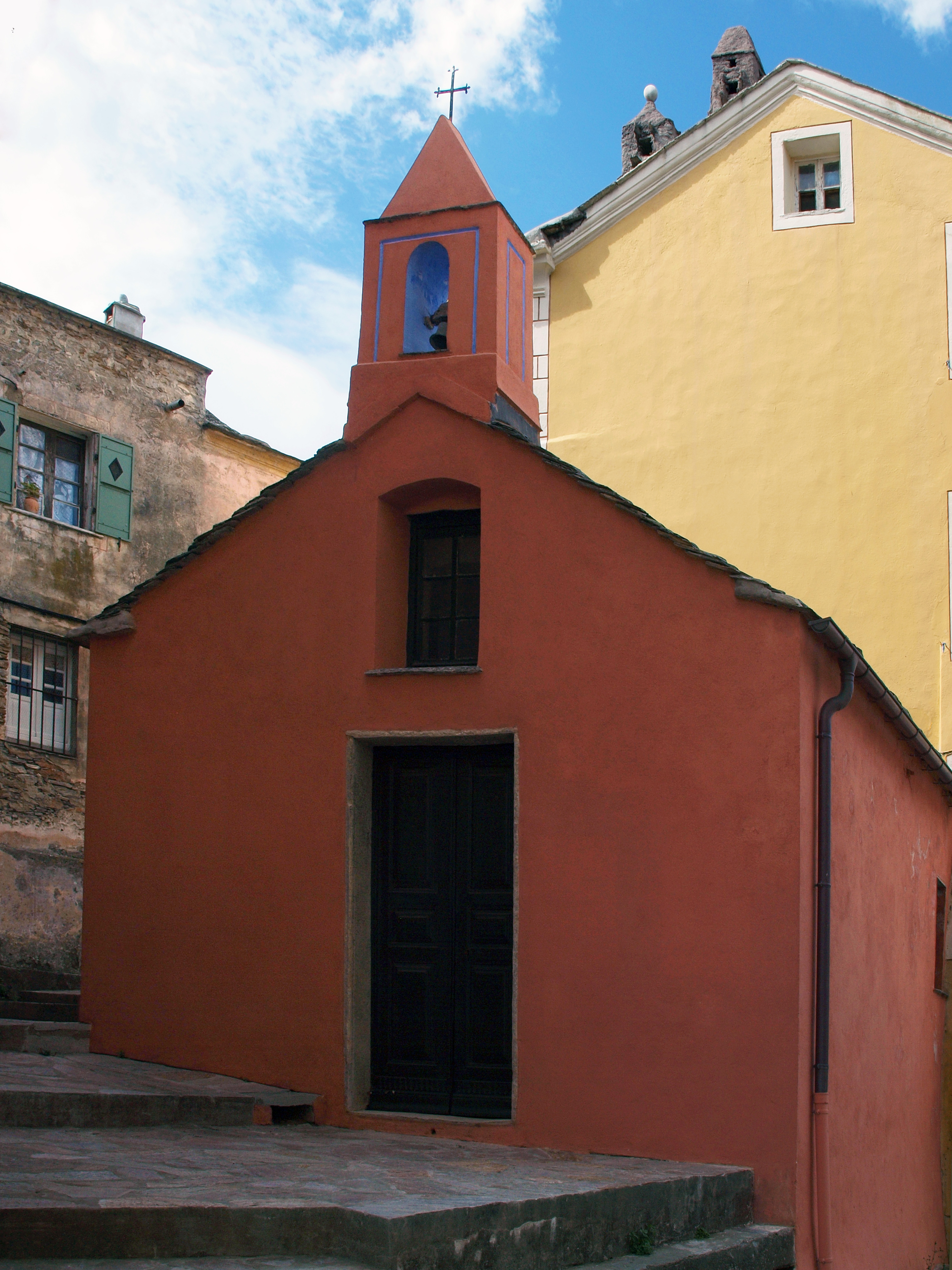
Kapelle Santa Catarina
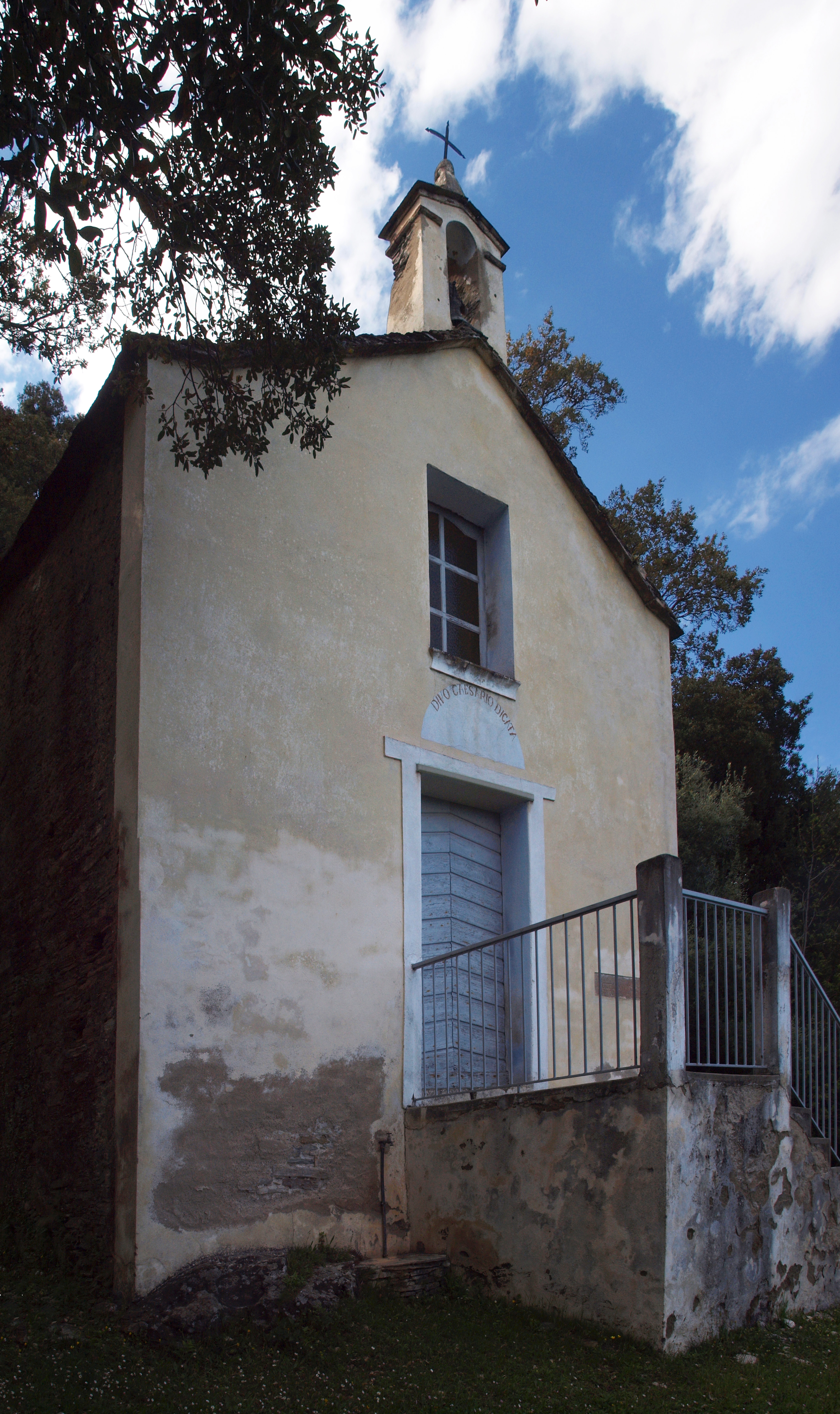
Kirche Sain Cesareu
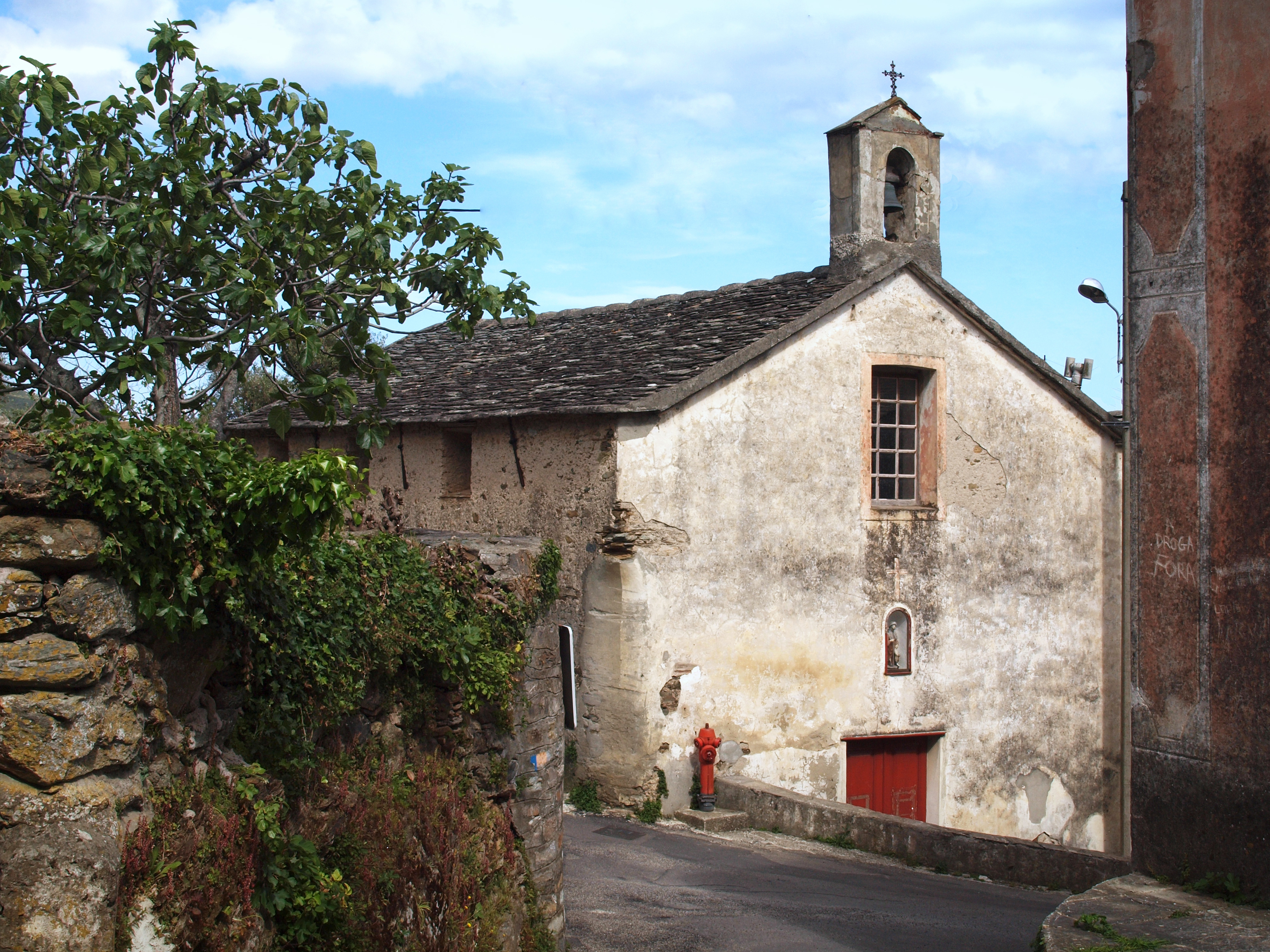
Kirche San Roccu
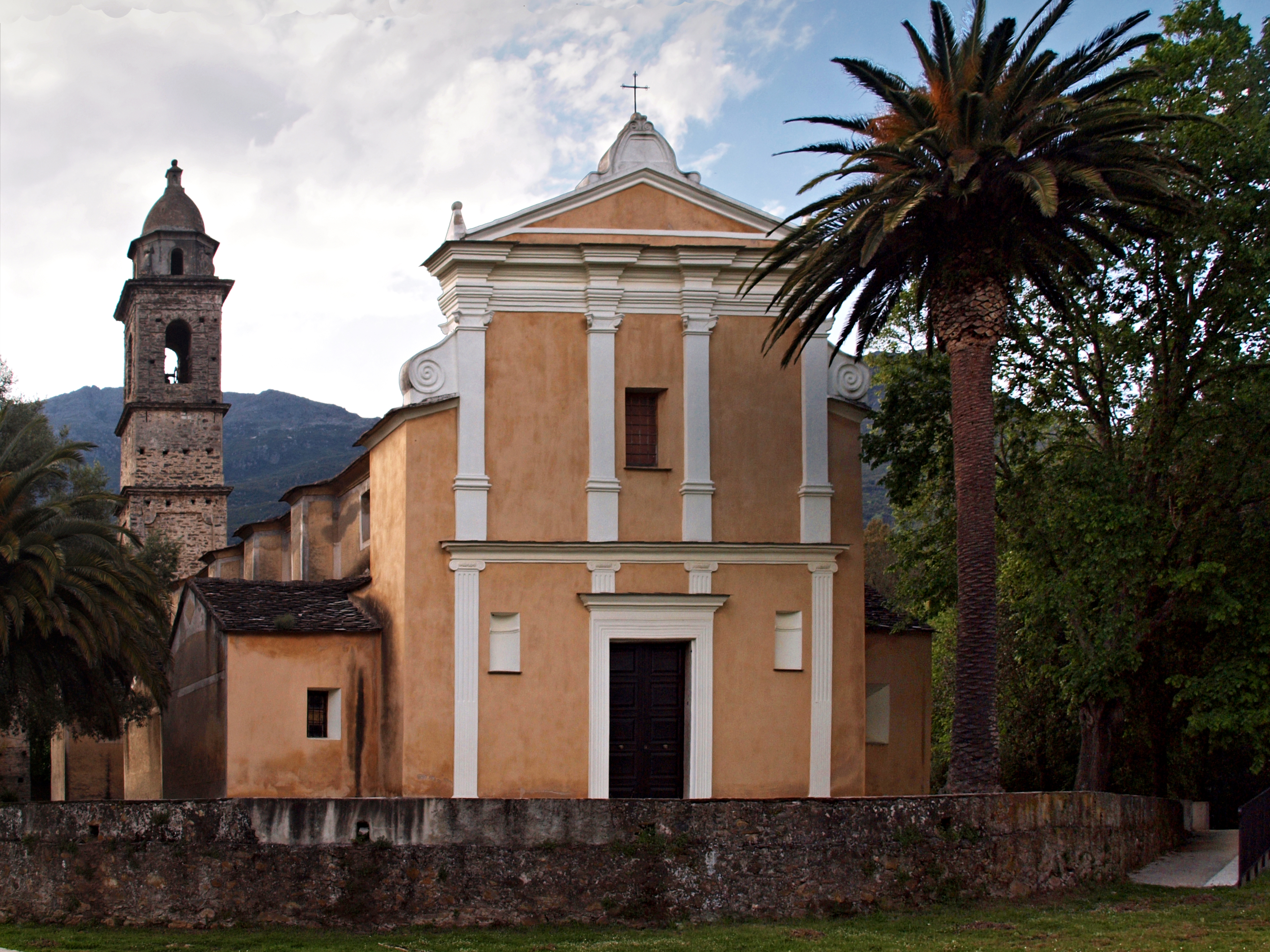
Kirche San Clemente
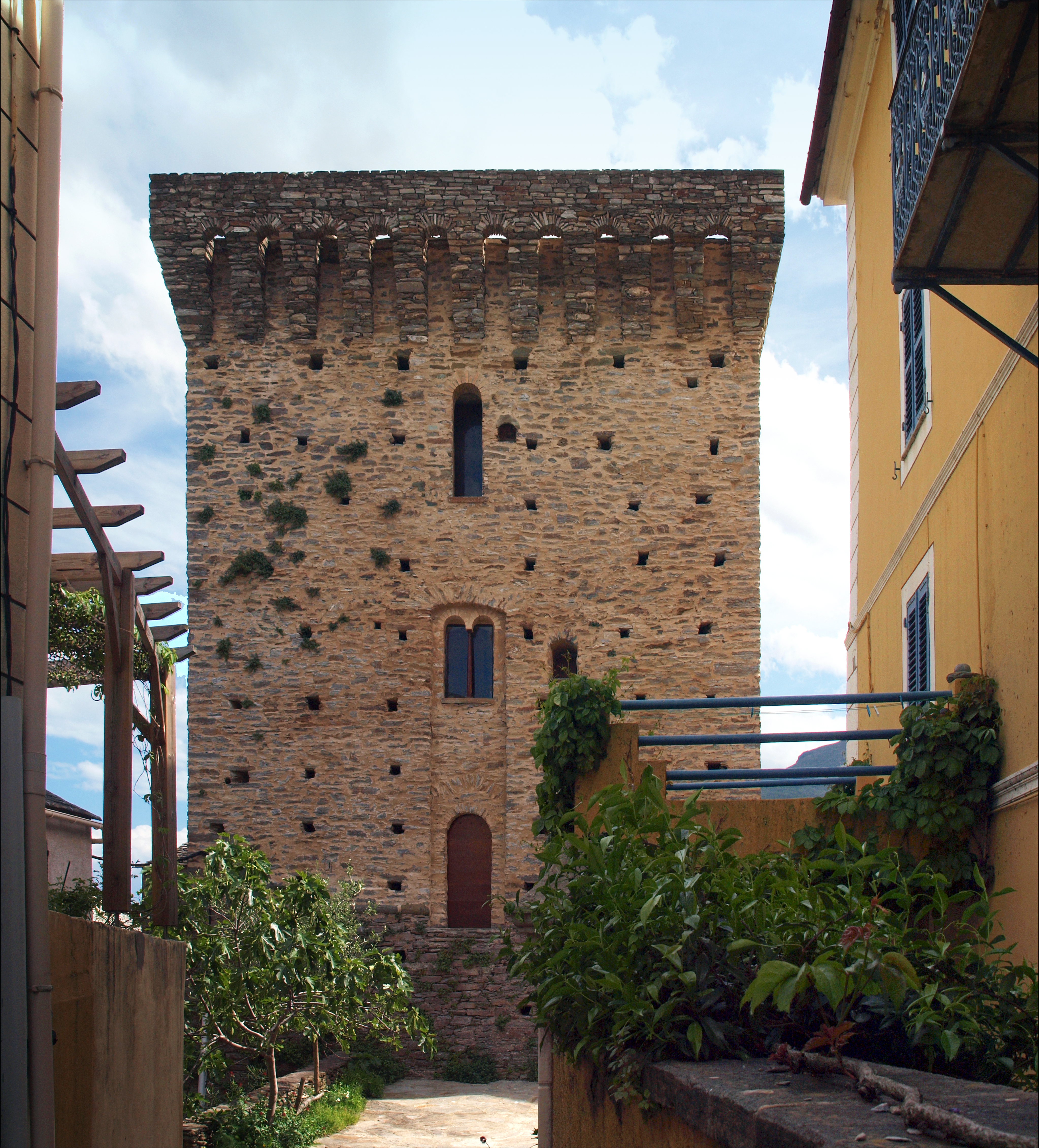
Wohnturm „Tour d'Orneto“
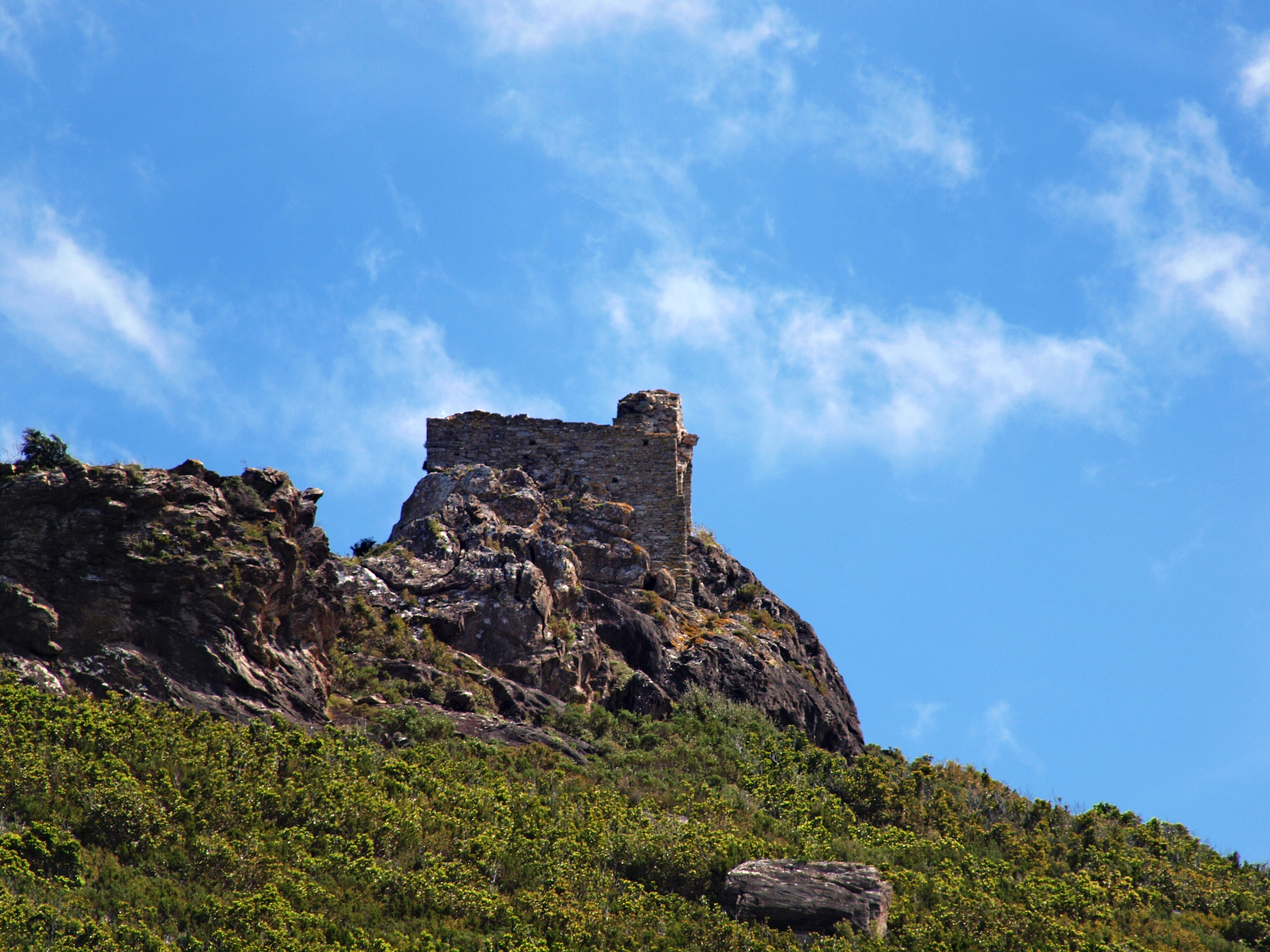
Genueserturm „Tour de Castellare“